# Стежерово
Стежерово (болг. Стежерово) — село в Болгарии. Находится в Плевенской области, входит в общину Левски. Население составляет 514 человек.

## Политическая ситуация
В местном кметстве Стежерово, в состав которого входит Стежерово, должность кмета (старосты) исполняет Коста Димитров Костов (независимый) по результатам выборов правления кметства.
Кмет (мэр) общины Левски — Георги Евлогиев Караджов (коалиция в составе 3 партий: Демократы за сильную Болгарию (ДСБ), ВМРО — Болгарское национальное движение, Земледельческий народный союз (ЗНС)) по результатам выборов в правление общины.